# Contee dell'Idaho

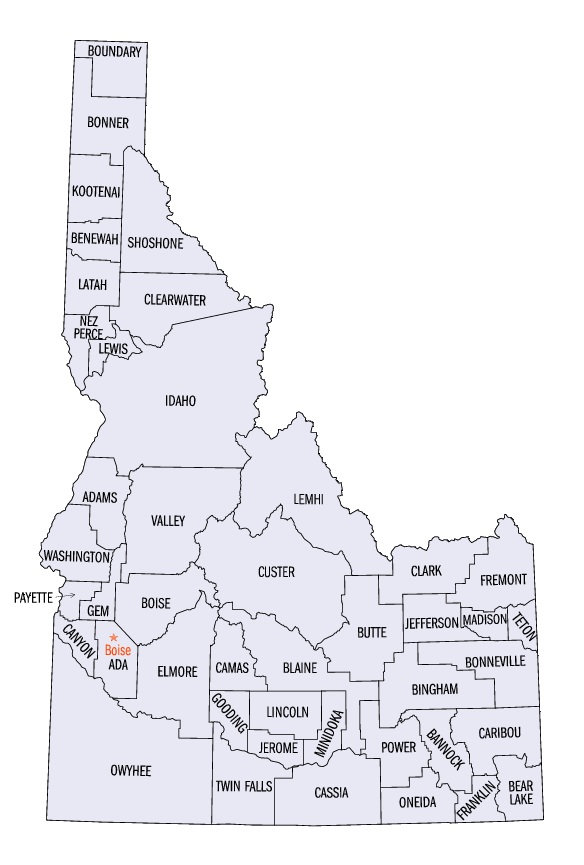
Contee dell'Idaho

Lista delle 44 contee dello Stato dell'Idaho, negli Stati Uniti d'America:
1. Ada
2. Adams
3. Bannock
4. Bear Lake
5. Benewah
6. Bingham
7. Blaine
8. Boise
9. Bonner
10. Bonneville
11. Boundary
12. Butte
13. Camas
14. Canyon
15. Caribou
16. Cassia
17. Clark
18. Clearwater
19. Custer
20. Elmore
21. Franklin
22. Fremont
23. Gem
24. Gooding
25. Idaho
26. Jefferson
27. Jerome
28. Kootenai
29. Latah
30. Lemhi
31. Lewis
32. Lincoln
33. Madison
34. Minidoka
35. Nez Perce
36. Oneida
37. Owyhee
38. Payette
39. Power
40. Shoshone
41. Teton
42. Twin Falls
43. Valley
44. Washington